# Rupert Ignaz Mayr
Rupert Ignaz Mayr, né en 1646 à Schärding et mort le 7 février 1712 à Freising, est un violoniste, compositeur et maître de chapelle à la cour de Maximilien-Emmanuel de Bavière.